# Seznam arménských kilikijských patriarchů
- Abraham Bedros I. Ardzivian (1740–1749)
- Hagop Petros II Hovsepian (1749–1753)
- Mikael Bedros III. Kasbarian (1753–1780)
- Parsegh Bedros IV. Avkadian (1780–1788)
- Krikor Bedros V. Kupelian (1788–1812)
- Krikor Bedros VI. Djeranian (1815–1841)
- Hagop Bedros VII. Holassian (1841–1843)
- Krikor Bedros VIII. Derasdvazadourian (1844–1866)
- Andon Bedros IX. Hassun (1866–1881)
  - Hagop Pahtiarian (anti-patriarcha)) asi (1871–)
- Stephano Bedros X. Azarian (1881–1899)
- Boghos Bedros XI. Emmanuelian (1899–1904)
- Boghos Bedros XII. Sabbaghian (1904–1910)
- Boghos Bedros XIII. Terzian (1910–1931)
- Avedis Bedros XIV. Arpiarian (1931–1937)
- Krikor Bédros XV. Agagianian (1937–1962)
- Iknadios Bedros XVI. Batanian (1962–1976)
- Hemaiag Bedros XVII. Guediguian (1976–1982)
- Hovhannes Bedros XVIII. Kasparian, I.C.P.B. (1982–1998)
- Nersès Bédros XIX. Tarmouni (1999–2015)
- Krikor Bedros Ghabroyan, I.C.P.B. (2015–2021)
- Raphaël Bedros XXI. Minassian (od 23. září 2021[1][2])